# Kanton Longuenesse
Kanton Longuenesse is een kanton in het Franse departement   Pas-de-Calais. Het kanton maakt deel uit van het arrondissement Sint-Omaars. Het kanton is in 2015 ontstaan uit de kantons Arques (gedeeltelijk, 4 gemeenten), Lumbres (gedeeltelijk, 1 gemeente) en Sint-Omaars-Zuid (gedeeltelijk, 2 gemeenten).

## Gemeenten
Het kanton Longuenesse bevat de volgende gemeenten:
- Arques
- Blendecques
- Campagne-lès-Wardrecques
- Hallines
- Helfaut
- Longuenesse (hoofdplaats)
- Wizernes